# Puchar Kontynentalny w skokach narciarskich 2021/2022
Puchar Kontynentalny w skokach narciarskich 2021/2022 – 31. edycja Pucharu Kontynentalnego. Sezon rozpoczął się 4 grudnia 2021 roku w Zhangjiakou, a zakończył 13 marca 2022 roku w Zakopanem. Rozegranych zostało 26 konkursów.
Kalendarz cyklu został zatwierdzony we wrześniu 2021.
Zaplanowane na 15–16 stycznia 2022 zawody w Sapporo jeszcze przed rozpoczęciem sezonu zostały odwołane z powodów organizacyjnych. Zawody w Titisee-Neustadt, które miały być rozegrane w dniach 7–8 stycznia 2022, odwołano z powodu warunków pogodowych. W zamian za te konkursy zorganizowano dodatkowe zawody w Oberstdorfie 15–16 stycznia. Do kalendarza dołączono również dodatkowy, trzeci konkurs w Iron Mountain 5 lutego 2022.
Z powodu pandemii COVID-19 zawody w Planicy, zaplanowane początkowo na 29–30 stycznia 2022, przełożone zostały na 26–27 lutego.
Z powodu rosyjskiej inwazji na Ukrainę zawody w Czajkowskim zaplanowane na 26–27 marca 2022 zostały odwołane przez FIS. W zamian do kalendarza dołączono dodatkowy, trzeci konkurs w Zakopanem 12 marca 2022.

## Kalendarz zawodów
| Lp                                                                           | Data                                                                         | Miejscowość                                                                  | HS                                                                           | Uwagi                                                                        | 1. miejsce             | 2. miejsce              | 3. miejsce             |
| ---------------------------------------------------------------------------- | ---------------------------------------------------------------------------- | ---------------------------------------------------------------------------- | ---------------------------------------------------------------------------- | ---------------------------------------------------------------------------- | ---------------------- | ----------------------- | ---------------------- |
| 1.                                                                           | 4 grudnia 2021                                                               | Zhangjiakou                                                                  | HS-140                                                                       | –                                                                            | David Siegel           | Ulrich Wohlgenannt      | Stefan Rainer          |
| 2.                                                                           | 5 grudnia 2021                                                               | Zhangjiakou                                                                  | HS-140                                                                       | –                                                                            | Ulrich Wohlgenannt     | David Siegel            | Philipp Raimund        |
| 3.                                                                           | 10 grudnia 2021                                                              | Vikersund                                                                    | HS-117                                                                       | –                                                                            | Ulrich Wohlgenannt     | Joacim Ødegård Bjøreng  | Severin Freund         |
| 4.                                                                           | 11 grudnia 2021                                                              | Vikersund                                                                    | HS-117                                                                       | –                                                                            | Severin Freund         | Ulrich Wohlgenannt      | Roman Koudelka         |
| 5.                                                                           | 18 grudnia 2021                                                              | Ruka                                                                         | HS-142                                                                       | –                                                                            | Robin Pedersen         | Joacim Ødegård Bjøreng  | Sondre Ringen          |
| 6.                                                                           | 19 grudnia 2021                                                              | Ruka                                                                         | HS-142                                                                       | –                                                                            | Robin Pedersen         | Elias Medwed            | Stefan Rainer          |
| 7.                                                                           | 27 grudnia 2021                                                              | Engelberg                                                                    | HS-140                                                                       | –                                                                            | Benjamin Østvold       | Anders Håre             | Stefan Rainer          |
| 8.                                                                           | 28 grudnia 2021                                                              | Engelberg                                                                    | HS-140                                                                       | –                                                                            | Sondre Ringen          | Clemens Aigner          | Michael Hayböck        |
| —                                                                            | 7 stycznia 2022                                                              | Titisee-Neustadt                                                             | HS-142                                                                       | [ a ]                                                                        | odwołany               | odwołany                | odwołany               |
| —                                                                            | 8 stycznia 2022                                                              | Titisee-Neustadt                                                             | HS-142                                                                       | [ a ]                                                                        | odwołany               | odwołany                | odwołany               |
| —                                                                            | 15 stycznia 2022                                                             | Sapporo                                                                      | HS-137                                                                       | [ b ]                                                                        | odwołany               | odwołany                | odwołany               |
| —                                                                            | 16 stycznia 2022                                                             | Sapporo                                                                      | HS-137                                                                       | [ b ]                                                                        | odwołany               | odwołany                | odwołany               |
| 9.                                                                           | 15 stycznia 2022                                                             | Oberstdorf                                                                   | HS-137                                                                       | [ c ]                                                                        | Ulrich Wohlgenannt     | Joacim Ødegård Bjøreng  | Benjamin Østvold       |
| 10.                                                                          | 16 stycznia 2022                                                             | Oberstdorf                                                                   | HS-137                                                                       | [ c ]                                                                        | Ulrich Wohlgenannt     | Anders Håre             | Justin Lisso           |
| 11.                                                                          | 22 stycznia 2022                                                             | Innsbruck                                                                    | HS-128                                                                       | [ d ]                                                                        | Anže Semenič           | Thomas Lackner          | Jan Bombek             |
| 12.                                                                          | 23 stycznia 2022                                                             | Innsbruck                                                                    | HS-128                                                                       | –                                                                            | Anže Semenič           | Ulrich Wohlgenannt      | Thomas Lackner         |
| 13.                                                                          | 5 lutego 2022                                                                | Iron Mountain                                                                | HS-133                                                                       | –                                                                            | Žiga Jelar             | Anders Håre             | Joacim Ødegård Bjøreng |
| 14.                                                                          | 5 lutego 2022                                                                | Iron Mountain                                                                | HS-133                                                                       | –                                                                            | Domen Prevc            | Philipp Raimund         | Žiga Jelar             |
| 15.                                                                          | 6 lutego 2022                                                                | Iron Mountain                                                                | HS-133                                                                       | –                                                                            | Domen Prevc            | Žiga Jelar              | Michael Hayböck        |
| 16.                                                                          | 12 lutego 2022                                                               | Brotterode                                                                   | HS-117                                                                       | –                                                                            | Joacim Ødegård Bjøreng | Kacper Juroszek         | Sondre Ringen          |
| 17.                                                                          | 13 lutego 2022                                                               | Brotterode                                                                   | HS-117                                                                       | –                                                                            | Kacper Juroszek        | Jakub Wolny             | Clemens Aigner         |
| 18.                                                                          | 19 lutego 2022                                                               | Rena                                                                         | HS-139                                                                       | –                                                                            | Fredrik Villumstad     | Žiga Jelar              | Michael Hayböck        |
| 19.                                                                          | 20 lutego 2022                                                               | Rena                                                                         | HS-139                                                                       | –                                                                            | Žiga Jelar             | Fredrik Villumstad      | Michael Hayböck        |
| 20.                                                                          | 26 lutego 2022                                                               | Planica                                                                      | HS-138                                                                       | [ e ]                                                                        | Michael Hayböck        | Jakub Wolny Domen Prevc | —                      |
| 21.                                                                          | 27 lutego 2022                                                               | Planica                                                                      | HS-138                                                                       | [ e ] [ d ]                                                                  | Joacim Ødegård Bjøreng | Domen Prevc             | Benjamin Østvold       |
| 22.                                                                          | 5 marca 2022                                                                 | Lahti                                                                        | HS-130                                                                       | –                                                                            | Thomas Lackner         | Aleksander Zniszczoł    | Maciej Kot             |
| 23.                                                                          | 6 marca 2022                                                                 | Lahti                                                                        | HS-130                                                                       | –                                                                            | Michael Hayböck        | Andrzej Stękała         | Thomas Lackner         |
| 24.                                                                          | 12 marca 2022                                                                | Zakopane                                                                     | HS-140                                                                       | –                                                                            | Žiga Jelar             | Thomas Lackner          | Bor Pavlovčič          |
| 25.                                                                          | 12 marca 2022                                                                | Zakopane                                                                     | HS-140                                                                       | [ f ]                                                                        | Thomas Lackner         | David Haagen            | Philipp Raimund        |
| 26.                                                                          | 13 marca 2022                                                                | Zakopane                                                                     | HS-140                                                                       | –                                                                            | Andrzej Stękała        | Jan Bombek              | Žiga Jelar             |
| —                                                                            | 26 marca 2022                                                                | Czajkowskij                                                                  | HS-140                                                                       | [ g ]                                                                        | odwołany               | odwołany                | odwołany               |
| —                                                                            | 27 marca 2022                                                                | Czajkowskij                                                                  | HS-140                                                                       | [ g ]                                                                        | odwołany               | odwołany                | odwołany               |
| Puchar Kontynentalny w skokach narciarskich 2021/2022 – klasyfikacja końcowa | Puchar Kontynentalny w skokach narciarskich 2021/2022 – klasyfikacja końcowa | Puchar Kontynentalny w skokach narciarskich 2021/2022 – klasyfikacja końcowa | Puchar Kontynentalny w skokach narciarskich 2021/2022 – klasyfikacja końcowa | Puchar Kontynentalny w skokach narciarskich 2021/2022 – klasyfikacja końcowa | Thomas Lackner         | Joacim Ødegård Bjøreng  | Ulrich Wohlgenannt     |

## Statystyki indywidualne
| Austria |    |    |     |     |     |    |    |     |    |     |     |     |    |    |    |     |     |    |     |     |    |    |     |    |     |     |
| Clemens Aigner | –  | –  | –   | –   | –   | –  | 7  | 2   | –  | –   | –   | –   | –  | –  | –  | 12  | 3   | 4  | 6   | –   | –  | –  | –   | –  | –   | –   |
| Philipp Aschenwald | –  | –  | –   | –   | –   | –  | –  | –   | –  | –   | –   | –   | –  | –  | –  | 22  | 15  | 10 | 4   | 5   | 4  | –  | –   | –  | –   | –   |
| Niklas Bachlinger | –  | –  | –   | –   | –   | –  | –  | –   | –  | –   | –   | dsq | 16 | 16 | 19 | –   | –   | –  | –   | –   | –  | 34 | 26  | –  | –   | –   |
| André Fussenegger | –  | –  | –   | –   | –   | –  | –  | –   | –  | –   | 20  | 15  | –  | –  | –  | –   | –   | –  | –   | –   | –  | –  | –   | –  | –   | –   |
| David Haagen | 9  | 18 | 41  | 30  | –   | –  | –  | –   | –  | –   | –   | –   | –  | –  | –  | –   | –   | –  | –   | –   | –  | –  | –   | 5  | 2   | dns |
| Michael Hayböck | –  | –  | –   | –   | –   | –  | 19 | 3   | –  | –   | –   | –   | 15 | 5  | 3  | 8   | 20  | 3  | 3   | 1   | 8  | 13 | 1   | –  | –   | –   |
| Thomas Lackner | 6  | 8  | 8   | 9   | 5   | 11 | 4  | 5   | 12 | 4   | 2   | 3   | 25 | 22 | 13 | –   | –   | 17 | 7   | 11  | 13 | 1  | 3   | 2  | 1   | 8   |
| Hannes Landerer | –  | –  | –   | –   | –   | –  | –  | –   | –  | –   | –   | –   | –  | –  | –  | –   | –   | –  | –   | –   | –  | –  | –   | 8  | 25  | 7   |
| Clemens Leitner | –  | –  | –   | –   | –   | –  | –  | –   | –  | –   | –   | –   | –  | –  | –  | –   | –   | –  | –   | –   | –  | 27 | 10  | –  | –   | –   |
| Elias Medwed | –  | –  | –   | –   | 43  | 2  | 21 | 36  | 18 | 21  | 31  | 22  | –  | –  | –  | –   | –   | –  | –   | –   | –  | –  | –   | –  | –   | –   |
| Francisco Mörth | –  | –  | –   | –   | –   | –  | –  | –   | 7  | 9   | dns | –   | –  | –  | –  | –   | –   | 22 | 15  | 39  | 25 | 6  | 4   | 15 | 20  | 13  |
| Markus Müller | –  | –  | –   | –   | –   | –  | –  | –   | –  | –   | 10  | 6   | –  | –  | –  | 9   | 16  | –  | –   | –   | –  | –  | –   | 9  | 17  | 12  |
| Maximilian Ortner | 8  | 9  | 23  | 20  | 18  | 18 | 8  | 11  | 21 | 17  | 24  | 24  | –  | –  | –  | –   | –   | –  | –   | –   | –  | –  | –   | –  | –   | –   |
| Stefan Rainer | 3  | 7  | 32  | 33  | 20  | 3  | 3  | 8   | 10 | 18  | 9   | 11  | 19 | 24 | 32 | –   | –   | –  | –   | 8   | 22 | 17 | 9   | 18 | 21  | 25  |
| Janni Reisenauer | 7  | 5  | 16  | 14  | 23  | 20 | –  | –   | –  | –   | –   | –   | –  | –  | –  | –   | –   | –  | –   | 12  | 20 | –  | –   | 23 | 22  | 20  |
| Peter Resinger | –  | –  | –   | –   | –   | –  | –  | –   | –  | –   | 29  | 13  | 21 | 16 | 29 | –   | –   | –  | –   | –   | –  | –  | –   | –  | –   | –   |
| Markus Rupitsch | –  | –  | –   | –   | –   | –  | –  | –   | –  | –   | 8   | 10  | –  | –  | –  | 16  | 9   | 19 | 29  | –   | –  | –  | –   | –  | –   | –   |
| Markus Schiffner | –  | –  | –   | –   | 37  | 16 | 9  | 25  | –  | –   | 5   | 9   | 6  | 6  | 11 | 11  | 13  | –  | –   | 27  | 16 | –  | –   | –  | –   | –   |
| Mika Schwann | –  | –  | –   | –   | –   | –  | –  | –   | –  | –   | –   | –   | –  | –  | –  | –   | –   | –  | –   | –   | –  | 22 | 24  | –  | –   | –   |
| Maximilian Steiner | 13 | 11 | 11  | 13  | 10  | 15 | –  | –   | –  | –   | 6   | dsq | 24 | 33 | 14 | –   | –   | –  | –   | –   | –  | –  | –   | –  | –   | –   |
| Ulrich Wohlgenannt | 2  | 1  | 1   | 2   | –   | –  | –  | –   | 1  | 1   | 4   | 2   | –  | –  | –  | 10  | 26  | 8  | 5   | –   | –  | –  | –   | –  | –   | –   |
| Chiny |    |    |     |     |     |    |    |     |    |     |     |     |    |    |    |     |     |    |     |     |    |    |     |    |     |     |
| Chen Zhe | 25 | 26 | –   | –   | –   | –  | –  | –   | –  | –   | –   | –   | –  | –  | –  | –   | –   | –  | –   | –   | –  | –  | –   | –  | –   | –   |
| Cui Qihang | 31 | 32 | –   | –   | –   | –  | –  | –   | –  | –   | –   | –   | –  | –  | –  | –   | –   | –  | –   | –   | –  | –  | –   | –  | –   | –   |
| Huang Xuyu | 30 | 28 | –   | –   | –   | –  | –  | –   | –  | –   | –   | –   | –  | –  | –  | –   | –   | –  | –   | –   | –  | –  | –   | –  | –   | –   |
| Liu Xin | 32 | 33 | –   | –   | –   | –  | –  | –   | –  | –   | –   | –   | –  | –  | –  | –   | –   | –  | –   | –   | –  | –  | –   | –  | –   | –   |
| Lü Yixin | 19 | 21 | –   | –   | –   | –  | –  | –   | –  | –   | –   | –   | –  | –  | –  | –   | –   | –  | –   | –   | –  | –  | –   | –  | –   | –   |
| Song Qiwu | 21 | 19 | –   | –   | –   | –  | –  | –   | –  | –   | –   | –   | –  | –  | –  | –   | –   | –  | –   | –   | –  | –  | –   | –  | –   | –   |
| Wang Rui | 28 | 30 | –   | –   | –   | –  | –  | –   | –  | –   | –   | –   | –  | –  | –  | –   | –   | –  | –   | –   | –  | –  | –   | –  | –   | –   |
| Zhen Weijie | 27 | 23 | –   | –   | –   | –  | –  | –   | –  | –   | –   | –   | –  | –  | –  | –   | –   | –  | –   | –   | –  | –  | –   | –  | –   | –   |
| Zhou Xiaoyang | 24 | 17 | –   | –   | –   | –  | –  | –   | –  | –   | –   | –   | –  | –  | –  | –   | –   | –  | –   | –   | –  | –  | –   | –  | –   | –   |
| Zhu Honglin | 33 | 31 | –   | –   | –   | –  | –  | –   | –  | –   | –   | –   | –  | –  | –  | –   | –   | –  | –   | –   | –  | –  | –   | –  | –   | –   |
| Czechy |    |    |     |     |     |    |    |     |    |     |     |     |    |    |    |     |     |    |     |     |    |    |     |    |     |     |
| Kryštof Hauser | 26 | 25 | –   | –   | –   | –  | –  | –   | –  | –   | –   | –   | –  | –  | –  | –   | –   | –  | –   | –   | –  | –  | –   | 40 | 47  | 43  |
| František Holík | –  | –  | –   | –   | –   | –  | 46 | 57  | –  | –   | –   | –   | –  | –  | –  | 51  | 44  | –  | –   | 54  | 46 | –  | –   | –  | –   | –   |
| Benedikt Holub | –  | –  | –   | –   | –   | –  | 49 | 53  | –  | –   | –   | –   | –  | –  | –  | 54  | 52  | –  | –   | –   | –  | –  | –   | –  | –   | –   |
| Roman Koudelka | –  | –  | 36  | 3   | –   | –  | –  | –   | –  | –   | –   | –   | –  | –  | –  | –   | –   | –  | –   | –   | –  | –  | –   | –  | –   | –   |
| Čestmír Kožíšek | –  | –  | 37  | 43  | 40  | 49 | 31 | 22  | –  | –   | –   | –   | –  | –  | –  | –   | –   | –  | –   | 38  | 40 | –  | –   | 33 | 49  | 45  |
| Damián Lasota | –  | –  | –   | –   | –   | –  | –  | –   | –  | –   | –   | –   | –  | –  | –  | 55  | 53  | –  | –   | –   | –  | –  | –   | –  | –   | –   |
| František Lejsek | 20 | 24 | –   | –   | –   | –  | –  | –   | –  | –   | –   | –   | –  | –  | –  | –   | –   | –  | –   | –   | –  | –  | –   | 43 | 31  | 35  |
| Radek Rýdl | 17 | 14 | –   | –   | 49  | 54 | 47 | 54  | –  | –   | –   | –   | –  | –  | –  | –   | –   | –  | –   | 43  | 36 | –  | –   | 54 | 50  | 54  |
| Filip Sakala | –  | –  | 24  | 29  | 28  | 28 | –  | –   | –  | –   | –   | –   | –  | –  | –  | –   | –   | –  | –   | –   | –  | –  | –   | –  | –   | –   |
| Radek Selcer | –  | –  | –   | –   | –   | –  | –  | –   | –  | –   | –   | –   | –  | –  | –  | 46  | 49  | –  | –   | –   | –  | –  | –   | –  | –   | –   |
| Estonia |    |    |     |     |     |    |    |     |    |     |     |     |    |    |    |     |     |    |     |     |    |    |     |    |     |     |
| Markkus Alter | –  | –  | –   | –   | –   | –  | –  | –   | –  | –   | 46  | 43  | –  | –  | –  | 50  | 46  | –  | –   | –   | –  | –  | –   | –  | –   | –   |
| Kevin Maltsev | –  | –  | 42  | 40  | –   | –  | –  | –   | –  | –   | –   | –   | –  | –  | –  | –   | –   | –  | –   | –   | –  | –  | –   | –  | –   | –   |
| Finlandia |    |    |     |     |     |    |    |     |    |     |     |     |    |    |    |     |     |    |     |     |    |    |     |    |     |     |
| Antti Aalto | –  | –  | –   | –   | 11  | 19 | –  | –   | –  | –   | –   | –   | –  | –  | –  | –   | –   | –  | –   | –   | –  | –  | –   | –  | –   | –   |
| Andreas Alamommo | –  | –  | –   | –   | 53  | 53 | –  | –   | –  | –   | –   | –   | –  | –  | –  | –   | –   | –  | –   | –   | –  | 39 | 36  | –  | –   | –   |
| Kalle Heikkinen | –  | –  | –   | –   | 46  | 30 | 39 | 58  | –  | –   | –   | –   | –  | –  | –  | 39  | 34  | –  | –   | –   | –  | 28 | 20  | –  | –   | –   |
| Timi Heiskanen | –  | –  | –   | –   | –   | –  | –  | –   | –  | –   | –   | –   | –  | –  | –  | –   | –   | –  | –   | –   | –  | –  | –   | 63 | 56  | 58  |
| Henri Kavilo | –  | –  | –   | –   | 52  | 58 | –  | –   | –  | –   | –   | –   | –  | –  | –  | –   | –   | 47 | 46  | –   | –  | 38 | 34  | –  | –   | –   |
| Tomas Kuisma | –  | –  | –   | –   | –   | 56 | –  | –   | –  | –   | –   | –   | –  | –  | –  | –   | –   | –  | –   | –   | –  | –  | –   | –  | –   | –   |
| Eetu Meriläinen | –  | –  | –   | –   | 56  | 55 | –  | –   | –  | –   | 30  | 28  | –  | –  | –  | 38  | 32  | 44 | 44  | –   | –  | 36 | 33  | –  | –   | –   |
| Jarkko Määttä | –  | –  | –   | –   | 38  | 50 | –  | –   | –  | –   | –   | –   | –  | –  | –  | –   | –   | –  | –   | –   | –  | –  | –   | –  | –   | –   |
| Eetu Nousiainen | –  | –  | –   | –   | 16  | 22 | 23 | 27  | –  | –   | –   | –   | –  | –  | –  | 6   | 22  | 7  | 13  | –   | –  | –  | –   | –  | –   | –   |
| Vilho Palosaari | –  | –  | –   | –   | 42  | 48 | –  | –   | –  | –   | –   | –   | –  | –  | –  | –   | –   | –  | –   | –   | –  | –  | –   | 53 | 43  | 50  |
| Arttu Pohjola | –  | –  | –   | –   | 54  | 14 | 40 | 30  | –  | –   | 42  | 33  | –  | –  | –  | 49  | 48  | –  | –   | –   | –  | –  | –   | 38 | 45  | 51  |
| Paavo Romppainen | –  | –  | –   | –   | –   | –  | –  | –   | –  | –   | –   | –   | –  | –  | –  | –   | –   | –  | –   | –   | –  | –  | –   | 61 | 51  | 62  |
| Kasperi Valto | –  | –  | –   | –   | 57  | –  | –  | –   | –  | –   | –   | –   | –  | –  | –  | –   | –   | 42 | dsq | –   | –  | –  | –   | –  | –   | –   |
| Francja |    |    |     |     |     |    |    |     |    |     |     |     |    |    |    |     |     |    |     |     |    |    |     |    |     |     |
| Alessandro Batby | –  | –  | –   | –   | –   | –  | 58 | 46  | –  | –   | dns | –   | –  | –  | –  | 35  | 41  | 37 | 34  | 42  | 41 | 35 | 35  | 32 | 46  | 46  |
| Jules Chervet | –  | –  | –   | –   | –   | –  | 59 | dsq | –  | –   | 49  | 46  | –  | –  | –  | –   | –   | –  | –   | –   | –  | –  | –   | –  | –   | –   |
| Mathis Contamine | –  | –  | –   | –   | –   | –  | 41 | 51  | –  | –   | –   | –   | –  | –  | –  | 37  | 37  | 32 | 32  | 37  | 27 | 33 | 28  | 20 | 26  | 17  |
| Valentin Foubert | –  | –  | –   | –   | –   | –  | –  | –   | –  | –   | 40  | 35  | –  | –  | –  | 52  | 43  | –  | –   | –   | –  | –  | –   | 37 | 29  | 30  |
| Enzo Milesi | –  | –  | –   | –   | –   | –  | –  | –   | –  | –   | 39  | 42  | –  | –  | –  | –   | –   | –  | –   | –   | –  | –  | –   | 55 | 48  | 40  |
| Japonia |    |    |     |     |     |    |    |     |    |     |     |     |    |    |    |     |     |    |     |     |    |    |     |    |     |     |
| Shinnosuke Fujita | –  | –  | 30  | 42  | 32  | 43 | 38 | 14  | –  | –   | –   | –   | –  | –  | –  | –   | –   | –  | –   | –   | –  | –  | –   | –  | –   | –   |
| Sōta Kudō | –  | –  | –   | –   | –   | –  | –  | –   | –  | –   | –   | –   | –  | –  | –  | –   | –   | –  | –   | –   | –  | –  | –   | 46 | 37  | 49  |
| Ren Nikaidō | –  | –  | 9   | 10  | 24  | 9  | 18 | 23  | –  | –   | –   | –   | –  | –  | –  | –   | –   | –  | –   | –   | –  | –  | –   | –  | –   | –   |
| Asahi Sakano | –  | –  | –   | –   | –   | –  | –  | –   | –  | –   | –   | –   | –  | –  | –  | –   | –   | –  | –   | –   | –  | –  | –   | 48 | 36  | 41  |
| Reruhi Shimizu | –  | –  | 21  | 12  | 15  | 35 | 29 | 37  | –  | –   | –   | –   | –  | –  | –  | –   | –   | –  | –   | –   | –  | –  | –   | –  | –   | –   |
| Rikuta Watanabe | –  | –  | 28  | 35  | 14  | 36 | 34 | 39  | –  | –   | –   | –   | –  | –  | –  | –   | –   | –  | –   | –   | –  | –  | –   | –  | –   | –   |
| Kanada |    |    |     |     |     |    |    |     |    |     |     |     |    |    |    |     |     |    |     |     |    |    |     |    |     |     |
| Mackenzie Boyd-Clowes | –  | –  | –   | –   | –   | –  | –  | –   | –  | –   | –   | –   | –  | –  | –  | –   | –   | –  | –   | 32  | 9  | –  | –   | –  | –   | –   |
| Matthew Soukup | –  | –  | –   | –   | –   | –  | –  | –   | 32 | 37  | –   | –   | –  | –  | –  | –   | –   | –  | –   | –   | –  | –  | –   | –  | –   | –   |
| Kazachstan |    |    |     |     |     |    |    |     |    |     |     |     |    |    |    |     |     |    |     |     |    |    |     |    |     |     |
| Nikita Diewiatkin | –  | –  | –   | –   | –   | –  | –  | –   | –  | –   | –   | –   | –  | –  | –  | –   | –   | –  | –   | –   | –  | –  | –   | 62 | 54  | 55  |
| Sabirżan Muminow | 12 | 27 | 53  | 49  | 34  | 44 | –  | –   | –  | –   | –   | –   | –  | –  | –  | –   | –   | –  | –   | –   | –  | –  | –   | –  | –   | –   |
| Niemcy |    |    |     |     |     |    |    |     |    |     |     |     |    |    |    |     |     |    |     |     |    |    |     |    |     |     |
| Moritz Baer | 11 | 10 | 39  | 37  | 7   | 17 | 27 | 47  | 25 | 33  | 23  | 17  | –  | –  | –  | –   | –   | 35 | 35  | 30  | 23 | 21 | 8   | 39 | 30  | 52  |
| Ben Bayer | –  | –  | –   | –   | –   | –  | –  | –   | 39 | 43  | –   | –   | –  | –  | –  | –   | –   | –  | –   | –   | –  | –  | –   | –  | –   | –   |
| Richard Freitag | –  | –  | –   | –   | –   | –  | –  | –   | 15 | 6   | –   | –   | 20 | 30 | 28 | 31  | 25  | –  | –   | –   | –  | –  | –   | –  | –   | –   |
| Severin Freund | –  | –  | 3   | 1   | 4   | 8  | –  | –   | –  | –   | –   | –   | –  | –  | –  | –   | –   | –  | –   | –   | –  | –  | –   | –  | –   | –   |
| Luca Geyer | –  | –  | 49  | 45  | –   | –  | –  | –   | 40 | 26  | –   | –   | –  | –  | –  | –   | –   | –  | –   | –   | –  | –  | –   | 47 | 52  | 53  |
| Claudio Haas | –  | –  | –   | –   | –   | –  | –  | –   | 27 | 27  | 32  | 32  | –  | –  | –  | –   | –   | –  | –   | –   | –  | 25 | 31  | 34 | 27  | 37  |
| Martin Hamann | 5  | 4  | 33  | 21  | 29  | 24 | 17 | 33  | 11 | 12  | –   | –   | 10 | 25 | 9  | 16  | 12  | 31 | 31  | 25  | 31 | 19 | 18  | –  | –   | –   |
| Felix Hoffmann | 10 | 6  | 13  | 32  | 40  | 23 | 14 | 29  | 24 | 19  | 26  | 26  | –  | –  | –  | –   | –   | 28 | 37  | 29  | 35 | –  | –   | –  | –   | –   |
| Justin Lisso | –  | –  | –   | –   | –   | –  | 13 | 34  | 9  | 3   | –   | –   | 7  | 11 | 8  | 27  | 11  | 29 | 17  | 4   | 18 | 8  | 21  | –  | –   | –   |
| Kilian Märkl | –  | –  | –   | –   | 12  | 7  | 11 | 11  | 19 | 35  | 27  | 21  | 28 | 14 | 6  | 15  | 14  | 18 | 25  | 23  | 7  | 7  | 30  | 29 | 18  | 21  |
| Philipp Raimund | 4  | 3  | 20  | 8   | 9   | 13 | 5  | 9   | 4  | 7   | –   | –   | 5  | 2  | 20 | 30  | dns | –  | –   | –   | –  | 12 | 7   | 4  | 3   | 6   |
| Luca Roth | –  | –  | –   | –   | –   | –  | –  | –   | –  | –   | 16  | 25  | 23 | 35 | 26 | dns | dns | –  | –   | –   | –  | –  | –   | –  | –   | –   |
| Adrian Sell | –  | –  | –   | –   | –   | –  | –  | –   | 17 | 16  | 12  | 31  | –  | –  | –  | –   | –   | –  | –   | –   | –  | –  | –   | 16 | 10  | 23  |
| David Siegel | 1  | 2  | 31  | 18  | 17  | 42 | 15 | 10  | –  | –   | –   | –   | 32 | 21 | 27 | 24  | 4   | 27 | 42  | 16  | 5  | 16 | 14  | 25 | 24  | 16  |
| Simon Spiewok | –  | –  | –   | –   | –   | –  | –  | –   | 36 | 34  | –   | –   | –  | –  | –  | –   | –   | –  | –   | –   | –  | –  | –   | –  | –   | –   |
| Andreas Wellinger | –  | –  | –   | –   | –   | –  | –  | –   | –  | –   | –   | –   | –  | –  | –  | –   | –   | 11 | 7   | 15  | 6  | –  | –   | –  | –   | –   |
| Norwegia |    |    |     |     |     |    |    |     |    |     |     |     |    |    |    |     |     |    |     |     |    |    |     |    |     |     |
| Johannes Årdal | –  | –  | –   | –   | –   | –  | –  | –   | –  | –   | –   | –   | –  | –  | –  | –   | –   | –  | –   | –   | –  | –  | –   | 31 | dsq | 31  |
| Ole Kristian Baarset | –  | –  | –   | –   | –   | –  | –  | –   | –  | –   | –   | –   | –  | –  | –  | –   | –   | –  | –   | –   | –  | 31 | dsq | –  | –   | –   |
| Joacim Ødegård Bjøreng | –  | –  | 2   | 4   | 2   | 5  | –  | –   | 2  | 8   | –   | –   | 3  | 4  | 5  | 1   | 5   | 5  | 10  | 6   | 1  | –  | –   | 11 | 5   | 4   |
| Andreas Varsi Breivik | –  | –  | 27  | dsq | –   | –  | –  | –   | –  | –   | –   | –   | –  | –  | –  | –   | –   | –  | –   | –   | –  | 24 | 16  | –  | –   | –   |
| Andreas Granerud Buskum | –  | –  | 10  | 23  | –   | –  | 33 | 15  | –  | –   | –   | –   | –  | –  | –  | –   | –   | –  | –   | 24  | 44 | 14 | 13  | –  | –   | –   |
| Anders Fannemel | –  | –  | –   | –   | –   | –  | –  | –   | 23 | 20  | –   | –   | –  | –  | –  | –   | –   | 20 | 18  | –   | –  | –  | –   | –  | –   | –   |
| Anders Håre | –  | –  | 6   | 19  | 8   | 6  | 2  | 28  | 5  | 2   | 35  | 30  | 2  | 13 | 18 | 19  | 6   | –  | –   | –   | –  | –  | –   | –  | –   | –   |
| Marius Aas Hast | –  | –  | –   | –   | –   | –  | –  | –   | –  | –   | –   | –   | –  | –  | –  | –   | –   | –  | –   | –   | –  | 29 | 22  | –  | –   | –   |
| Bendik Jakobsen Heggli | –  | –  | dns | 28  | –   | –  | –  | –   | –  | –   | 11  | 8   | –  | –  | –  | –   | –   | 12 | 16  | 20  | 17 | –  | –   | –  | –   | –   |
| Sindre Ulven Jørgensen | –  | –  | –   | –   | –   | –  | –  | –   | –  | –   | –   | –   | –  | –  | –  | –   | –   | –  | –   | –   | –  | –  | –   | 22 | 32  | 24  |
| Simen Kvarstad | –  | –  | 17  | 36  | –   | –  | –  | –   | –  | –   | –   | –   | –  | –  | –  | –   | –   | –  | –   | –   | –  | –  | –   | –  | –   | –   |
| Anders Ladehaug | –  | –  | 48  | 34  | –   | –  | –  | –   | –  | –   | –   | –   | –  | –  | –  | –   | –   | –  | –   | –   | –  | –  | –   | –  | –   | –   |
| Jo Rømme Mellingsæter | –  | –  | –   | –   | –   | –  | –  | –   | –  | –   | –   | –   | –  | –  | –  | –   | –   | –  | –   | –   | –  | 26 | 25  | –  | –   | –   |
| Iver Olaussen | –  | –  | –   | –   | –   | –  | –  | –   | –  | –   | 17  | 18  | –  | –  | –  | –   | –   | –  | –   | –   | –  | –  | –   | –  | –   | –   |
| Benjamin Østvold | –  | –  | 15  | dsq | –   | –  | 1  | 15  | 3  | 13  | –   | –   | –  | –  | –  | 47  | dsq | –  | –   | 9   | 3  | –  | –   | –  | –   | –   |
| Robin Pedersen | –  | –  | 14  | 24  | 1   | 1  | –  | –   | –  | –   | –   | –   | 11 | 23 | 4  | –   | –   | –  | –   | –   | –  | –  | –   | –  | –   | –   |
| Sondre Ringen | –  | –  | 5   | 6   | 3   | 4  | 10 | 1   | –  | –   | –   | –   | 4  | 15 | 7  | 3   | 8   | 16 | 22  | 14  | 24 | –  | –   | –  | –   | –   |
| Christian Røste Solberg | –  | –  | –   | –   | –   | –  | –  | –   | –  | –   | –   | –   | –  | –  | –  | –   | –   | –  | –   | –   | –  | –  | –   | 28 | 33  | 34  |
| Sølve Jokerud Strand | –  | –  | 19  | 7   | 13  | 12 | 12 | 4   | 20 | 11  | 13  | 12  | –  | –  | –  | 18  | 19  | 13 | 24  | 21  | 26 | –  | –   | –  | –   | –   |
| Jørgen Oliver Strøm | –  | –  | –   | –   | –   | –  | –  | –   | –  | –   | –   | –   | –  | –  | –  | –   | –   | –  | –   | –   | –  | –  | –   | 42 | 34  | 26  |
| Kristoffer Eriksen Sundal | –  | –  | –   | –   | –   | –  | –  | –   | –  | –   | 28  | dsq | –  | –  | –  | –   | –   | –  | –   | –   | –  | 18 | 32  | –  | –   | –   |
| Fredrik Villumstad | –  | –  | –   | –   | –   | –  | –  | –   | –  | –   | –   | –   | –  | –  | –  | –   | –   | 1  | 2   | –   | –  | –  | –   | –  | –   | –   |
| Oscar P. Westerheim | –  | –  | 22  | 17  | 26  | 38 | –  | –   | 14 | 14  | 19  | 19  | –  | –  | –  | 32  | 33  | –  | –   | –   | –  | –  | –   | –  | –   | –   |
| Polska |    |    |     |     |     |    |    |     |    |     |     |     |    |    |    |     |     |    |     |     |    |    |     |    |     |     |
| Tymoteusz Amilkiewicz | –  | –  | –   | –   | –   | –  | –  | –   | –  | –   | –   | –   | –  | –  | –  | –   | –   | –  | –   | –   | –  | –  | –   | 49 | –   | 39  |
| Mateusz Gruszka | –  | –  | –   | –   | –   | –  | –  | –   | –  | –   | –   | –   | –  | –  | –  | –   | –   | –  | –   | –   | –  | –  | –   | 41 | –   | 47  |
| Jan Habdas | –  | –  | 26  | 41  | 27  | 27 | 35 | 21  | –  | –   | 21  | 23  | –  | –  | –  | –   | –   | –  | –   | –   | –  | –  | –   | 27 | –   | 28  |
| Stefan Hula | –  | –  | 7   | 25  | 25  | 25 | 16 | 13  | –  | –   | –   | –   | –  | –  | –  | –   | –   | –  | –   | –   | –  | 10 | 19  | 14 | 15  | 9   |
| Arkadiusz Jojko | –  | –  | –   | –   | –   | –  | 54 | 56  | 33 | 42  | 45  | 40  | –  | –  | –  | –   | –   | –  | –   | –   | –  | –  | –   | –  | –   | –   |
| Szymon Jojko | –  | –  | –   | –   | –   | –  | –  | –   | 38 | 29  | 37  | 39  | –  | –  | –  | –   | –   | –  | –   | –   | –  | –  | –   | 55 | –   | 57  |
| Klemens Joniak | –  | –  | 46  | 38  | 48  | 46 | –  | –   | 42 | 32  | –   | –   | –  | –  | –  | –   | –   | –  | –   | –   | –  | –  | –   | –  | –   | –   |
| Kacper Juroszek | –  | –  | –   | –   | –   | –  | 28 | 40  | –  | –   | 36  | 20  | 8  | 12 | 15 | 2   | 1   | 6  | 11  | –   | –  | –  | –   | 19 | 14  | 11  |
| Maciej Kot | –  | –  | 35  | 26  | 22  | 29 | 25 | 20  | –  | –   | –   | –   | 18 | 31 | 17 | 25  | 29  | 41 | 19  | 7   | 15 | 3  | 5   | 6  | 7   | 15  |
| Jarosław Krzak | –  | –  | 52  | 48  | –   | –  | –  | –   | 44 | 25  | 43  | 45  | –  | –  | –  | 41  | 31  | –  | –   | –   | –  | 37 | 23  | 52 | –   | 47  |
| Klemens Murańka | –  | –  | –   | –   | –   | –  | 42 | 26  | –  | –   | –   | –   | 27 | 20 | 22 | 21  | 42  | 30 | 21  | 34  | 49 | 32 | 29  | 23 | 28  | 27  |
| Adam Niżnik | –  | –  | –   | –   | –   | –  | –  | –   | 41 | 40  | –   | –   | –  | –  | –  | –   | –   | –  | –   | –   | –  | –  | –   | –  | –   | –   |
| Tomasz Pilch | –  | –  | 40  | 44  | 45  | 33 | –  | –   | –  | –   | –   | –   | –  | –  | –  | –   | –   | –  | –   | 46  | 38 | –  | –   | 44 | –   | dns |
| Andrzej Stękała | –  | –  | –   | –   | –   | –  | –  | –   | –  | –   | –   | –   | 29 | 9  | 10 | –   | –   | 26 | 23  | 18  | 14 | 5  | 2   | 12 | 12  | 1   |
| Jakub Wolny | –  | –  | –   | –   | –   | –  | –  | –   | –  | –   | –   | –   | 14 | 7  | 16 | 5   | 2   | 24 | 14  | 2   | 11 | –  | –   | –  | –   | –   |
| Szymon Zapotoczny | –  | –  | –   | –   | –   | –  | –  | –   | 35 | 30  | 44  | 41  | –  | –  | –  | –   | –   | –  | –   | –   | –  | –  | –   | –  | –   | –   |
| Aleksander Zniszczoł | –  | –  | –   | –   | 21  | 21 | 24 | 19  | –  | –   | –   | –   | 17 | 26 | 24 | 20  | 30  | 21 | 20  | 13  | 18 | 2  | 12  | 13 | 13  | 10  |
| Rosja |    |    |     |     |     |    |    |     |    |     |     |     |    |    |    |     |     |    |     |     |    |    |     |    |     |     |
| Aleksandr Bażenow | –  | –  | 29  | 16  | 39  | 41 | 30 | 31  | –  | –   | –   | –   | –  | –  | –  | 28  | 35  | 33 | 33  | –   | –  | –  | –   | –  | –   | –   |
| Maksim Kołobow | –  | –  | –   | –   | 55  | 51 | 43 | 43  | –  | –   | –   | –   | –  | –  | –  | 42  | 28  | 46 | 39  | –   | –  | –  | –   | –  | –   | –   |
| Dienis Korniłow | –  | –  | 12  | 11  | 35  | 31 | 22 | 24  | –  | –   | –   | –   | –  | –  | –  | –   | –   | –  | –   | –   | –  | –  | –   | –  | –   | –   |
| Michaił Maksimoczkin | –  | –  | 53  | 51  | –   | –  | 50 | 55  | –  | –   | –   | –   | –  | –  | –  | 45  | 36  | 43 | 37  | –   | –  | –  | –   | –  | –   | –   |
| Michaił Purtow | –  | –  | 55  | 53  | dsq | 57 | –  | –   | –  | –   | –   | –   | –  | –  | –  | 36  | 40  | 39 | 40  | –   | –  | –  | –   | –  | –   | –   |
| Rumunia |    |    |     |     |     |    |    |     |    |     |     |     |    |    |    |     |     |    |     |     |    |    |     |    |     |     |
| Daniel Cacina | 15 | 12 | –   | –   | –   | –  | –  | –   | –  | –   | –   | –   | –  | –  | –  | –   | –   | –  | –   | –   | –  | –  | –   | –  | –   | –   |
| Sorin Mitrofan | 16 | 15 | –   | –   | 51  | 52 | 44 | 52  | –  | –   | –   | –   | –  | –  | –  | –   | –   | –  | –   | –   | –  | –  | –   | –  | –   | –   |
| Mihnea Spulber | 22 | 22 | –   | –   | –   | –  | –  | –   | –  | –   | –   | –   | –  | –  | –  | –   | –   | –  | –   | –   | –  | –  | –   | –  | –   | –   |
| Słowenia |    |    |     |     |     |    |    |     |    |     |     |     |    |    |    |     |     |    |     |     |    |    |     |    |     |     |
| Tilen Bartol | –  | –  | –   | –   | 31  | 45 | 32 | 35  | 16 | 24  | 14  | 14  | 9  | 27 | 21 | 13  | 23  | 38 | 26  | 19  | 10 | 20 | 17  | 21 | 19  | 22  |
| Jan Bombek | –  | –  | 44  | 27  | 18  | 32 | 20 | 6   | 13 | 15  | 3   | 4   | 12 | 29 | 12 | 29  | 21  | 34 | 30  | 10  | 32 | 9  | 38  | 10 | 6   | 2   |
| Mark Hafnar | –  | –  | –   | –   | –   | –  | 37 | 41  | –  | –   | –   | –   | 22 | 19 | 33 | –   | –   | 25 | 45  | –   | –  | –  | –   | –  | –   | –   |
| Nik Heberle | –  | –  | –   | –   | –   | –  | –  | –   | –  | –   | –   | –   | –  | –  | –  | –   | –   | –  | –   | 44  | 48 | –  | –   | –  | –   | –   |
| Žiga Jelar | –  | –  | –   | –   | –   | –  | –  | –   | –  | –   | –   | –   | 1  | 3  | 2  | 4   | 7   | 2  | 1   | –   | –  | –  | –   | 1  | 4   | 3   |
| Žak Mogel | –  | –  | 4   | 5   | 33  | 10 | 26 | 7   | 22 | 10  | 7   | 5   | 31 | 8  | 23 | 14  | 17  | 14 | 28  | 26  | 29 | 4  | 27  | 45 | 9   | 29  |
| Rok Oblak | –  | –  | –   | –   | –   | –  | –  | –   | –  | –   | –   | –   | –  | –  | –  | –   | –   | –  | –   | 45  | 42 | –  | –   | –  | –   | –   |
| Aljaž Osterc | –  | –  | 43  | 46  | –   | –  | –  | –   | –  | –   | –   | –   | –  | –  | –  | –   | –   | –  | –   | 50  | 52 | –  | –   | –  | –   | –   |
| Bor Pavlovčič | –  | –  | 33  | 39  | 44  | 39 | –  | –   | –  | –   | –   | –   | –  | –  | –  | –   | –   | –  | –   | 28  | 21 | 11 | 15  | 3  | 8   | 5   |
| Domen Prevc | –  | –  | –   | –   | –   | –  | –  | –   | 8  | 5   | 15  | 7   | 13 | 1  | 1  | 23  | 18  | 9  | 9   | 2   | 2  | –  | –   | –  | –   | –   |
| Ernest Prišlič | –  | –  | –   | –   | –   | –  | –  | –   | –  | –   | –   | –   | –  | –  | –  | –   | –   | –  | –   | dsq | 47 | –  | –   | –  | –   | –   |
| Marcel Rep | –  | –  | –   | –   | –   | –  | –  | –   | –  | –   | –   | –   | –  | –  | –  | –   | –   | –  | –   | 51  | 53 | –  | –   | –  | –   | –   |
| Matevž Samec | –  | –  | –   | –   | –   | –  | –  | –   | –  | –   | –   | –   | –  | –  | –  | –   | –   | –  | –   | 53  | 54 | –  | –   | –  | –   | –   |
| Anže Semenič | –  | –  | 17  | 14  | 6   | 26 | 6  | 18  | 6  | 23  | 1   | 1   | 30 | 9  | 31 | 7   | 10  | 15 | 11  | –   | –  | –  | –   | 7  | 23  | 14  |
| Matija Vidic | –  | –  | 51  | dsq | –   | –  | 55 | 31  | –  | –   | –   | –   | –  | –  | –  | –   | –   | –  | –   | 17  | 28 | 30 | 11  | –  | –   | –   |
| Patrik Vitez | –  | –  | 38  | 31  | 47  | 40 | –  | –   | 30 | 39  | 21  | 16  | –  | –  | –  | 26  | 24  | –  | –   | 21  | 12 | 15 | 6   | 17 | 11  | 19  |
| Stany Zjednoczone |    |    |     |     |     |    |    |     |    |     |     |     |    |    |    |     |     |    |     |     |    |    |     |    |     |     |
| Erik Belshaw | 18 | 16 | 50  | 47  | –   | –  | –  | –   | 34 | 36  | 41  | 38  | 36 | 34 | 36 | 53  | 50  | –  | –   | –   | –  | –  | –   | 35 | 35  | 38  |
| Decker Dean | –  | –  | –   | –   | –   | –  | –  | –   | 31 | 28  | –   | –   | –  | –  | –  | –   | –   | –  | –   | 33  | 39 | –  | –   | 26 | 16  | 18  |
| Patrick Gasienica | 23 | 20 | 47  | 52  | –   | –  | –  | –   | 37 | –   | 33  | 36  | –  | –  | –  | –   | –   | –  | –   | 47  | 49 | –  | –   | 57 | 53  | 59  |
| Casey Larson | –  | –  | –   | –   | –   | –  | –  | –   | 28 | dsq | 18  | 36  | –  | –  | –  | –   | –   | –  | –   | –   | –  | –  | –   | –  | –   | –   |
| Andrew Urlaub | –  | –  | –   | –   | –   | –  | –  | –   | –  | 41  | –   | –   | 34 | 32 | 30 | 40  | 39  | –  | –   | 48  | 32 | –  | –   | 60 | 39  | 36  |
| Szwajcaria |    |    |     |     |     |    |    |     |    |     |     |     |    |    |    |     |     |    |     |     |    |    |     |    |     |     |
| Sandro Hauswirth | 14 | 13 | 45  | 50  | –   | –  | 48 | 50  | –  | –   | –   | –   | –  | –  | –  | 33  | 47  | 45 | 41  | 41  | 43 | –  | –   | 35 | 41  | 42  |
| Remo Imhof | –  | –  | –   | –   | –   | –  | 51 | 44  | –  | –   | –   | –   | –  | –  | –  | –   | –   | –  | –   | –   | –  | –  | –   | –  | –   | –   |
| Lars Kindlimann | –  | –  | –   | –   | –   | –  | 51 | 42  | –  | –   | –   | –   | –  | –  | –  | –   | –   | –  | –   | 52  | 55 | 40 | 37  | 58 | 42  | 44  |
| Olan Lacroix | –  | –  | –   | –   | –   | –  | 56 | 45  | –  | –   | –   | –   | –  | –  | –  | –   | –   | –  | –   | –   | –  | –  | –   | –  | –   | –   |
| Lean Niederberger | –  | –  | –   | –   | –   | –  | 45 | 37  | –  | –   | 25  | 27  | –  | –  | –  | –   | –   | –  | –   | –   | –  | –  | –   | –  | –   | –   |
| Andreas Schuler | –  | –  | 25  | 22  | –   | –  | 36 | 17  | 26 | 31  | 38  | 29  | –  | –  | –  | 42  | 38  | 40 | 43  | 40  | 37 | 23 | 39  | 30 | 38  | 32  |
| Yanick Wasser | –  | –  | –   | –   | –   | –  | 53 | 49  | –  | –   | 47  | 44  | –  | –  | –  | –   | –   | –  | –   | –   | –  | –  | –   | –  | –   | –   |
| Ukraina |    |    |     |     |     |    |    |     |    |     |     |     |    |    |    |     |     |    |     |     |    |    |     |    |     |     |
| Jurij Janiuk | –  | –  | –   | –   | –   | –  | –  | –   | –  | –   | 50  | 47  | –  | –  | –  | –   | –   | –  | –   | –   | –  | –  | –   | –  | –   | –   |
| Anton Korczuk | 28 | 29 | –   | –   | –   | –  | –  | –   | –  | –   | 48  | 48  | –  | –  | –  | –   | –   | –  | –   | –   | –  | –  | –   | –  | –   | –   |
| Andrij Waskuł | –  | –  | –   | –   | –   | –  | –  | –   | –  | –   | dns | dns | –  | –  | –  | –   | –   | –  | –   | –   | –  | –  | –   | –  | –   | –   |
| Włochy |    |    |     |     |     |    |    |     |    |     |     |     |    |    |    |     |     |    |     |     |    |    |     |    |     |     |
| Giovanni Bresadola | –  | –  | –   | –   | 30  | 37 | –  | –   | –  | –   | –   | –   | –  | –  | –  | –   | –   | –  | –   | 35  | 34 | –  | –   | –  | –   | –   |
| Andrea Campregher | –  | –  | –   | –   | –   | –  | 57 | 48  | 43 | 38  | 34  | 34  | 35 | 36 | 35 | 48  | 51  | –  | –   | 49  | 51 | –  | –   | 64 | 57  | 61  |
| Francesco Cecon | –  | –  | –   | –   | 50  | 47 | –  | –   | 29 | 22  | –   | –   | 33 | 28 | 34 | 44  | 45  | 35 | 36  | 36  | 45 | –  | –   | 51 | 44  | 33  |
| Mattia Galiani | –  | –  | –   | –   | –   | –  | –  | –   | –  | –   | –   | –   | –  | –  | –  | –   | –   | –  | –   | –   | –  | –  | –   | 50 | 40  | 56  |
| Alex Insam | –  | –  | –   | –   | 36  | 34 | –  | –   | –  | –   | –   | –   | 26 | 16 | 25 | 34  | 27  | 23 | 27  | 31  | 30 | –  | –   | –  | –   | –   |
| Daniel Moroder | –  | –  | –   | –   | –   | –  | –  | –   | –  | –   | –   | –   | –  | –  | –  | –   | –   | –  | –   | –   | –  | –  | –   | 59 | 55  | 60  |
| Legenda |    |    |     |     |     |    |    |     |    |     |     |     |    |    |    |     |     |    |     |     |    |    |     |    |     |     |
| 1-3 4-30 poniżej 30 dns – Zawodnik zgłoszony do konkursu nie wystartował dsq – Zawodnik zdyskwalifikowany - – Zawodnik nie zgłoszony do konkursu |    |    |     |     |     |    |    |     |    |     |     |     |    |    |    |     |     |    |     |     |    |    |     |    |     |     |

## Klasyfikacja generalna
Stan po zakończeniu sezonu 2021/2022
| Miejsce | Zawodnik               | Występy | Punkty |
| ------- | ---------------------- | ------- | ------ |
| 1.      | Thomas Lackner         | 24      | 1010   |
| 2.      | Joacim Ødegård Bjøreng | 18      | 997    |
| 3.      | Ulrich Wohlgenannt     | 12      | 798    |
| 4.      | Žiga Jelar             | 10      | 716    |
| 5.      | Philipp Raimund        | 19      | 707    |
| 6.      | Michael Hayböck        | 13      | 608    |
| 7.      | Domen Prevc            | 13      | 588    |
| 8.      | Anže Semenič           | 20      | 572    |
| 9.      | Sondre Ringen          | 15      | 564    |
| 10.     | Anders Håre            | 15      | 498    |
| 11.     | Stefan Rainer          | 22      | 483    |
| 12.     | Jan Bombek             | 24      | 474    |
| 13.     | Žak Mogel              | 24      | 463    |
| 14.     | David Siegel           | 22      | 445    |
| 15.     | Kacper Juroszek        | 14      | 382    |
| 16.     | Andrzej Stękała        | 12      | 370    |
| 17.     | Kilian Märkl           | 22      | 352    |
| 18.     | Justin Lisso           | 15      | 350    |
| 19.     | Maciej Kot             | 20      | 329    |
| 20.     | Jakub Wolny            | 9       | 323    |
| 21.     | Robin Pedersen         | 7       | 307    |
| 22.     | Sølve Jokerud Strand   | 16      | 306    |
| 23.     | Martin Hamann          | 21      | 303    |
| 24.     | Benjamin Østvold       | 10      | 301    |
| 25.     | Aleksander Zniszczoł   | 18      | 299    |
| 26.     | Markus Schiffner       | 13      | 291    |
| 27.     | Clemens Aigner         | 6       | 288    |
| 28.     | Severin Freund         | 4       | 242    |
| 29.     | Francisco Mörth        | 11      | 233    |
| 30.     | Tilen Bartol           | 22      | 228    |
| ...     |                        |         |        |